# Antoni Pujador i Estany
Antoni Pujador i Estany, Manuheuroroa (Barcelona, 1948-1993) fou un estudiós de l'illa de Pasqua, activista, membre i portaveu del Consell de Caps de Rapa Nui.
Com a pilot professional i després director d'exportació de diverses firmes internacionals, va visitar l'illa en diverses ocasions des del 1974. Va crear l'organització cultural «Taina Rapa Nui» (Amics de Rapa Nui) amb seu a Barcelona, i va ser membre fundador de l'Associació Espanyola d'Estudis del Pacífic.

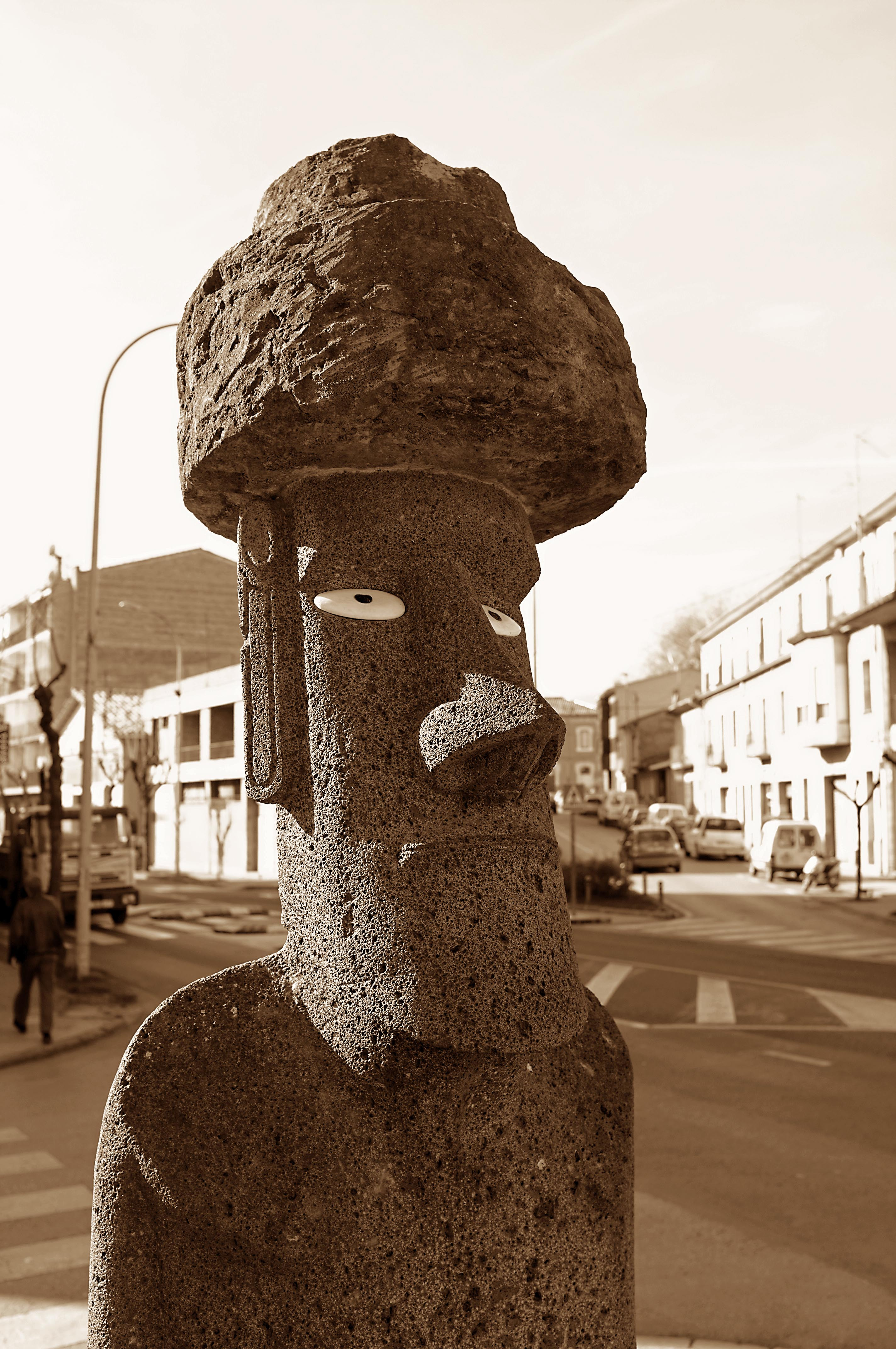
Moai d'Olot

El 1982 va promoure l'agermanament d'Olot amb Hanga Roa, capital de l'illa, a petició del seu alcalde Samuel Cardineli. Per aquest motiu va portar un escultor rapanui per tallar un moai amb roca volcànica de la Garrotxa.
El 1985 va publicar a Barcelona el Mapa arqueológico-turístico de Rapa Nui junt amb el xilè Pablo Teutsch i amb Francesc Amorós i Gonell de la Universitat de Barcelona. Amb motiu de la presentació del mapa a Thor Heyerdahl, aquest els va convidar a participar en una expedició arqueològica a l'illa de Pasqua junt amb experts reclutats pel Museu Kon-Tiki d'Oslo.
L'expedició es va dur a terme el 1987. Pujador es va quedar a l'illa hospitalitzat per culpa d'un accident. Durant aquest temps va fer amistat amb els rapanuis, entre altres amb Alberto Hotus Chávez, president del Consell de Caps de Rapa Nui. Es tracta d'una assemblea tradicional formada per representants de les famílies indígenes que per aquella època no tenia reconeixement oficial per part de les autoritats xilenes. Va ser acceptat com a membre honorari del Consell, amb veu i sense vot, i va ser nomenat portaveu exterior. Heyerdahl, que ja era membre honorífic amb anterioritat, i Pujador van ser els únics no rapanuis acceptats en el Consell. Seguint la tradició polinèsia, se li va concedir un nom tradicional, Manuheuroroa que vol dir «l'au que va venir de lluny», i el va adoptar com a segon cognom signant Antoni Pujador-Manuheuroroa.
Se'l va valorar pel coneixement de l'illa i de la seva cultura, i per la implicació en les reclamacions indígenes. Es va mostrar especialment combatiu amb la necessitat de tornar als habitants la titularitat de les terres, en la campanya de recuperació de peces arqueològiques i amb el reconeixement d'una autonomia política. Això li va portar problemes durant la dictadura d'Augusto Pinochet i va ser perseguit pels serveis secrets xilens.
L'11 d'agost del 1993 va morir a Barcelona víctima d'una malaltia irreversible. En compliment de les seves voluntats, les seves cendres es van enterrar al cementiri d'Hanga Roa. La seva làpida diu «[reposa] entre otros dirigentes o matato'a que han construido su Historia».